# The Revenge
The Revenge è il secondo album in studio del progetto Allen/Lande, una collaborazione tra il cantante dei Symphony X, Russell Allen e Jørn Lande (ex-Masterplan). Registrato per la Frontiers Records e uscito nel 2007, l'album è stato scritto dal polistrumentista Magnus Karlsson.

## Tracce
1. The Revenge – 5:51
2. Obsessed – 4:47
3. Victory – 5:02
4. Master of Sorrow – 5:54
5. Will You Follow – 5:17
6. Just a Dream – 5:40
7. Her Spell – 4:47
8. Gone Too Far – 4:48
9. Wake Up Call – 4:47
10. Under the Waves – 5:32
11. Who Can You Trust – 4:55
12. When Time Doesn't Heal – 6:13
13. When Time Doesn't Heal (Acoustic) (Japanese Bonus Track) – 4:11

## Formazione
- Russell Allen - voce
- Jørn Lande - voce
- Magnus Karlsson - chitarra, basso, tastiere
- Jaime Salazar - batteria, percussioni